# Nasocoris
Nasocoris is een geslacht van wantsen uit de familie van de Miridae (Blindwantsen). Het geslacht werd voor het eerst wetenschappelijk beschreven door Odo Reuter in 1879.

## Soorten
Het genus bevat de volgende soorten:

- Nasocoris albipennis Lindberg, 1939
- Nasocoris arabicus Linnavuori, 1999
- Nasocoris argyrotrichus Reuter, 1879
- Nasocoris artemis Linnavuori, 1968
- Nasocoris breviceps Wagner, 1968
- Nasocoris convexicollis Linnavuori, 1999
- Nasocoris desertorum Kerzhner, 1970
- Nasocoris dogueti Matocq, 2018
- Nasocoris ephedrae Reuter, 1902
- Nasocoris jordiribesi Matocq, 2011
- Nasocoris kmenti Matocq, 2019
- Nasocoris labanicus Linnavuori, 2004
- Nasocoris lautereri Kment & Bryja, 2007
- Nasocoris platycranoides Montandon, 1890
- Nasocoris psyche Linnavuori, 1968
- Nasocoris sergei Matocq, 2018
- Nasocoris serratus Linnavuori, 1984
- Nasocoris tesquorum Kerzhner, 1970
- Nasocoris tuberculicollis Linnavuori, 1999